# 간대
간대(間代, clonus)는 불수의적(비자발적)으로 율동적인 근수축과 근이완이 반복되는 현상으로, 마치 떨리는 듯한 양상을 볼 수 있는 증상이다. 간대는 몇몇 신경학적인 이상과 관련이 있으며 특히 상위운동신경(upper motor neuron)의 병변과 연관되고, 이 경우 강직(spasticity)이 흔히 같이 동반된다. 흔히 연축이라고 표현되는 근육다발수축(fasciculation)과 다르게 간대는 움직임의 정도가 더 크며 반사적으로 발생한다. 근육다발수축의 경우 주로 하위운동신경(lower motor neuron)의 이상에 동반되며 떨림의 범위가 작고 지속적이다. 간대는 흔히 3–8 Hz 정도의 떨림 주기를 평균적으로 가지며, 환자의 상태에 따라 몇 초에서 수 분까지 지속된다.
간대의 영어 표현인 clonus는 그리스어에서 기원하였다. 간대라는 단어의 어원은 불명이며, 단어에서 의미를 직접적으로 파악할 수 없어 율동발작이라는 용어로 대체하자는 제안이 있다.

## 같이 보기
- 강직간대발작
- 신장반사
- 근간대증 (myoclonus)